# Transit (film, 1980)
Pour les articles homonymes, voir Transit.
Pour plus de détails, voir Fiche technique et Distribution.
Transit est un film israélien réalisé par Daniel Wachsmann, sorti en 1980.

## Synopsis
Un homme juif se réfugie en Israël.

## Fiche technique
- Titre : Transit
- Réalisation : Daniel Wachsmann
- Scénario : Daniel Horowitz et Daniel Wachsmann
- Musique : Shlomo Gronich
- Photographie : Ilan Rosenberg
- Montage : Asher Tlalim, Levi Zini
- Production : Jacob Goldwasser
- Pays :  Israël
- Genre : Drame
- Durée : 87 minutes
- Dates de sortie : 
  -  Israël : 1980

## Distribution
- Fitcho Ben-Zur
- Gedalia Besser
- Yair Elazar
- Ruth Geller
- Fanny Lubitsch
- Gita Luka
- Amnon Moskin
- Leora Rivlin
- Talia Shapira
- Moti Shirin
- Gideon Singer

## Distinctions
Le film a été présenté en sélection officielle en compétition lors de Berlinale 1980.